# Bosch (podjetje)
Robert Bosch GmbH ali samo Bosch je nemška mednarodna korporacija, ki ima sedež v Gerlingenu, blizu Stuttgarta. Bosch je največji svetovni proizvajalec avtomobilskih komponent, proizvajajo pa tudi elektronske komponente, električna orodja in belo tehniko. Podjetje je ustanovil Robert Bosch v Stuttgartu, leta 1886.
Bosch proizvaja avtomobilske komponetne, kot so zavore, zaganjalniki, alternatorji, ABS sisteme, sisteme za nadzorovanje trakcije,  avtomobilska elektronika, krmilne sistem in drugo.
Bosch ima več kot 350 podružnic v 60 državah, njegovi izdelki se prodajajo v 150 državah in med temi tudi v Sloveniji. Celotna skupina zaposluje okrog 306.000 ljudi. Leta 2012 so v razvoj investirali okrog €4,8 milijard.